# François-Joseph de Klinglin
 (avril 2013).
François-Joseph de Klinglin, Baron de Hattstatt, Seigneur d'Illkirch et de Graffenstaden, d'Oberhergheim, de Bilzheim, Zillisheim, Munwiller et autres lieux, conseiller d'État et préteur royal à Strasbourg. Noble alsacien né à Sélestat en 1686 et mort le 6 février 1753 à la citadelle de Strasbourg.

## Biographie
En 1710, après de brillantes études universitaires de droit à Strasbourg et grâce à ses soutiens, il entre au Conseil souverain d'Alsace en obtenant l'office de conseiller-chevalier d'honneur au Conseil Souverain à Colmar avant d'être nommé conseiller noble au Magistrat de Strasbourg. Par la suite il est aussi nommé administrateur d'une des fondations de la ville de Strasbourg et en 1719 il est reçu Stettmeister à Strasbourg.
Il entretient une liaison de jeunesse avec l'actrice Adrienne Lecouvreur qui lui donne une fille, Françoise Catherine Ursule. Il rentre dans le rang en épousant Marie Françoise de Séguin des Hons.
En 1725, après le décès de son père Jean-Baptiste de Klinglin (1657-1725), François-Joseph est nommé par Louis XV à sa succession comme préteur royal à Strasbourg.

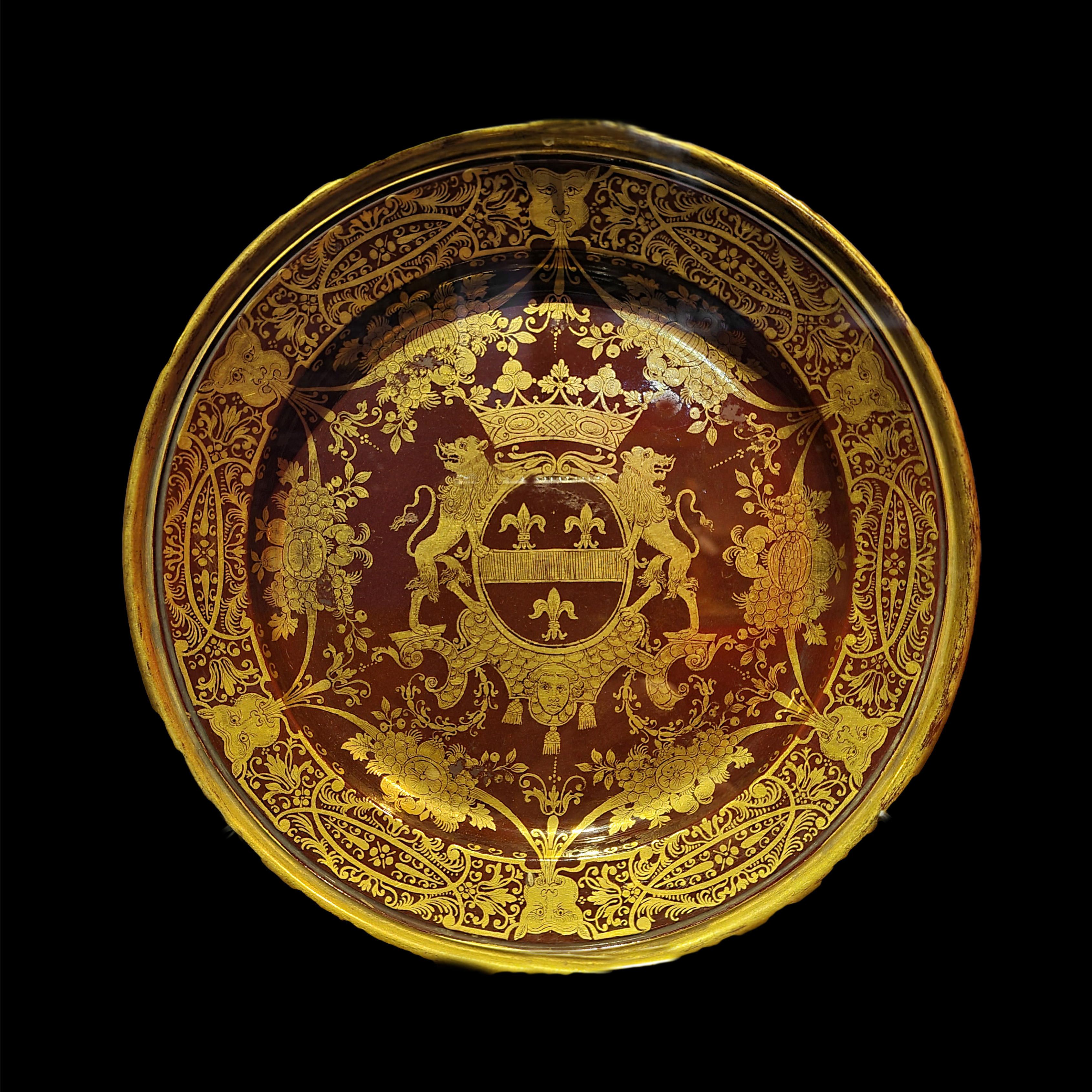
Assiette en faïence aux armes du préteur François-Joseph de Klinglin (manufacture de Bayreuth, vers 1730).

Très compétent, il sait se faire apprécier de la bourgeoisie strasbourgeoise. Cependant en profitant de la protection du ministre d'Argenson, de son frère Christophe (président du Conseil souverain d'Alsace), ainsi que de celle de son beau-frère, le maréchal Léonore Marie du Maine, comte du Bourg (gouverneur militaire de l'Alsace), il parvient à s'enrichir sur le dos de la province, et plus particulièrement de Strasbourg. Pour financer son train de vie luxueux, il se spécialise dans les pots-de-vin, les dessous de tables, les détournements de fonds…
Il s'approprie notamment, pour un prix dérisoire, un terrain communal de la ville de Strasbourg (place Broglie). Sur ce terrain, il fait construire entre 1731 et 1736 un hôtel fastueux en ayant recours à la main d'œuvre municipale. Par la suite il vend cet hôtel à la ville de Strasbourg, à charge pour elle d'y loger le préteur.
Le 23 juin 1735, il échange le bailliage d'Illkirch, de bon rapport (180 familles et un revenu annuel de 8 561 livres), appartenant à la ville de Strasbourg, contre le fief, plus pauvre (45 familles et un rapport annuel de 5 860 livres), de Hœnheim (appartenant à sa famille depuis 1719) et le tiers de la grande dîme de Huttenheim. Pour marquer ce changement, il offre un grand banquet au magistrat de Strasbourg dans son château qu'il s'est fait construire dès 1730 à l'emplacement de l'ancien fort d'Illhausen sur le territoire d'Illkirch-Graffenstaden. Réception qu'il facture par la suite à la ville de Strasbourg.
Ayant pris possession de son nouveau fief, il y fait ajouter une orangerie au château, sous la direction de l'architecte de la Ville de Strasbourg, Johann-Peter Klug, ainsi qu'un grand parc situé à côté de l'Ill dans lequel il fait installer des statues de dieux et déesses de la mythologie grecque sculptés par François Francin.
De plus, s'étant assuré les droits de chasse sur la partie nord de la forêt du Rhin, il faisait entretenir, aux frais des bourgeois d'Illkirch, une meute de deux cents chiens.
Dès 1738 les bourgeois d'Illkirch, excédés, intentent un procès au préteur royal auprès du Conseil Souverain d'Alsace à Colmar. Après dix ans de procédures, ils n'obtinrent  pas gain de cause, verdict qui ne surprit pas tellement sachant qu'un frère de Klinglin, Christophe, était président de cette même Cour. Ne s'avouant pas battu, les bourgeois d'Illkirch portèrent l'affaire devant le Parlement de Besançon qui les débouta aussi.
Vers 1740, il fit bâtir un château à Oberhergheim sur les ruines d'un premier château construit pour les Hattstatt au XVe siècle. Ce château ressemblait à un temple et possédait un bassin à pyramide d'eau alimenté par le canal Vauban.
En 1744, il est chargé de l'organisation des fêtes en l'honneur de la venue de Louis XV à Strasbourg. En 1749 François-Joseph de Klinglin se fait construire une résidence au sud de Strasbourg, bâtiment nommé « la Ménagerie » qui se trouvait à Neudorf et est détruit en 1967.
Ses malversations finirent cependant par attirer l'attention de Paris et par ruiner son crédit auprès de ses protecteurs. À la suite de la dénonciation de ses pratiques dans une publication distribuée dans toute la ville de Strasbourg, l'intendant de Franche-Comté, Jean-Nicolas Mégret de Sérilly, fut chargé de mener une discrète enquête. Après une vérification générale des comptes de la ville de Strasbourg, François-Joseph de Klinglin est arrêté et mis au secret le 25 février 1752 dans la prison de la citadelle de Strasbourg. Son arrestation, sous l'accusation d'affamer le peuple, d'infidélité au roi et d'abus de pouvoir, ouvre la voie à un procès envers lui et sa famille. Il meurt cependant en prison le 6 février 1753, échappant ainsi à un procès.
Quand en 1770 le jeune Goethe visite Strasbourg, le souvenir de François-Joseph de Klinglin est encore présent. Goethe évoque le sort de cet homme qui, « après avoir gravi tous les échelons de la félicité, régné presque sans frein sur la ville et la région, et goûté à tout ce que richesse, rang et influence pouvait offrir, tomba finalement en disgrâce et fut tenu coupable de tout ce pour quoi on l'avait jusqu'ici envié ; il fut même mis au cachot et âgé de plus de 70 ans il périt d'une mort suspecte".